# Дебетовая карта
Дебето́вая ка́рта (англ. debit card) — банковская платёжная карта, используемая для оплаты товаров и услуг, получения наличных денег в банкоматах. Деньги на дебетовую карту обычно вносит (перечисляет) клиент или его работодатель.
Такая карта позволяет распоряжаться средствами лишь в пределах доступного остатка на лицевом счёте (расчётном текущем счёте), к которому она привязана. На остаток средств на счёте банк может начислять проценты, но ставка там гораздо ниже, чем по срочным депозитам. За обслуживание дебетовой карты банком взимается комиссия, размер которой зависит от типа карты. Возможно настроить оповещение о расходовании средств по СМС.
Функция дебетовых карт, главным образом, заключается в замене бумажных денег в обращении и осуществлении безналичных платежей собственными средствами клиента. В отличие от кредитных карт, а также дебетовых с разрешённым овердрафтом (превышением остатка), по настоящим дебетовым картам не разрешается кредитование деньгами банка. Однако в ряде случаев возможен несанкционированный (технический) овердрафт. Существуют также смешанные дебетно-кредитные карты, имеющие признаки обоих типов карт.

## Статистика использования в странах Европы
Наиболее часто используемый платёжный инструмент среди всех видов платежных карт в Европе.
В 2003 году их было в обращении 938 на 1000 жителей, а по каждой из них было в среднем осуществлено 38,6 операции за год.

### В Западной Европе
По количеству выпущенных дебетовых карт лидирует Португалия с показателем 1407 карт на 1000 граждан. Больше всего операций по одной карте в среднем за год было зафиксировано в Дании — 162,3. Этот инструмент также весьма популярен в Нидерландах (53,3 операции по одной карте за год и 1336 карт на 1000 жителей), Бельгии (40,2 и 1 323), Люксембурге (50,3 и 945), Финляндии (100,3 и 793) и Франции (97,8 и 722). Несмотря на большое количество дебетовых карт в обращении в Германии (1097 на 1000 жителей) и Испании (1396 на 1000 жителей), ими платили редко — 18,5 и 11,1 раза по одной карточке за год. Такой же низкий уровень использования этих платёжных средств был в Ирландии и Италии, где их находилось в обращении на 1000 жителей 273 и 484, соответственно.

### В России
До середины 2000-х годов дебетовые карты были практически единственным видом используемых банковских карт в России, на них приходилось более 99 % от всех видов платёжных карт, эмитированных российскими банками. Вызвано это было главным образом специализацией большинства российских банков на криминальной деятельности, например, на незаконном обналичивании денежных средств и, в меньшей степени, недоверием банков к населению. Кроме того, многие банки для открытия дебетовой карты определённого класса требовали внесения денежного залога для предотвращения возможных случаев несанкционированного овердрафта и мошенничества со стороны клиента. И лишь развитие кредитования населения привело к снижению доли дебетовых карт в общей массе платёжных карт. Однако, по данным 2019 года, дебетовые карты всё ещё являлись самым популярным типом банковских карт в стране, их использовало 63 % населения. Связано это с тем, что на социальные дебетовые карты перечисляются зарплаты, пенсии и стипендии.